# Night Moves
Night Moves é um álbum de estúdio de Bob Seger, lançado em 1976. Este álbum está na lista dos 200 álbuns definitivos no Rock and Roll Hall of Fame é o nono álbum de estúdio do cantor e compositor Bob Seger, lançado em 22 de outubro de 1976 pela Capitol Records. É seu primeiro álbum de estúdio a creditar sua banda de apoio, a Silver Bullet Band, embora eles só se apresentem em cinco das nove músicas do álbum; os outros quatro apresentam o apoio da Muscle Shoals Rhythm Section.
 

O álbum foi bem recebido pela crítica e trouxe sucesso nacional a Bob Seger. Três singles foram lançados do álbum; dois deles alcançaram o top 40 na Billboard Hot 100. O álbum se tornou o segundo de Seger a receber uma certificação de ouro da Recording Industry Association of America (RIAA) e o primeiro a receber uma certificação de platina da mesma organização.  Mais tarde, foi certificado 6× Platina.